# Hormiphora
Hormiphora is een geslacht van ribkwallen uit de klasse van de Tentaculata.

## Soorten
- Hormiphora californensis (Torrey, 1904)
- Hormiphora cilensis (Ghigi, 1909)
- Hormiphora cucumis (Mertens, 1833)
- Hormiphora elliptica (Eschscholtz, 1829)
- Hormiphora hormiphora (Gegenbaur, 1856)
- Hormiphora labialis Ghigi, 1909
- Hormiphora luminosa Dawydoff, 1946
- Hormiphora ochracea (A. Agassiz & Mayer, 1902)
- Hormiphora octoptera (Mertens, 1833)
- Hormiphora palmata Chun, 1898
- Hormiphora piriformis Ghigi, 1909
- Hormiphora plumosa L. Agassiz, 1860
- Hormiphora polytrocha Dawydoff, 1946
- Hormiphora punctata Moser, 1909
- Hormiphora sibogae Moser, 1903
- Hormiphora spatulata Chun, 1898